# Jörg Schüttauf

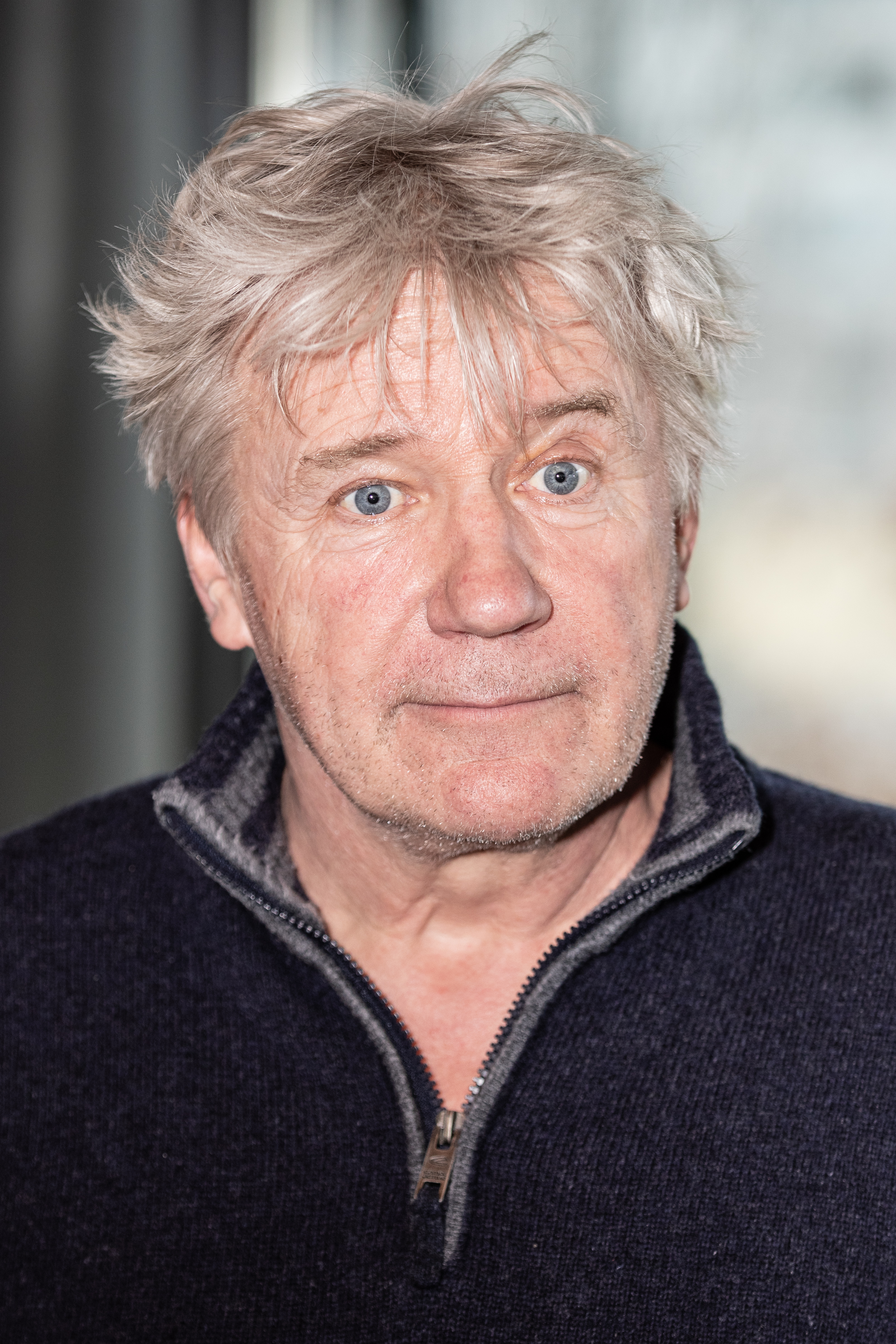
Jörg Schüttauf auf der Berlinale 2020

Jörg Schüttauf (* 26. Dezember 1961 in Karl-Marx-Stadt, heute Chemnitz) ist ein deutscher Schauspieler. Seinen Durchbruch hatte er 1992 durch die Titelrolle in Egon Günthers Lenz. Einem breiten Publikum wurde er vor allem durch die Fernsehreihe Tatort als Frankfurter Hauptkommissar Fritz Dellwo bekannt. Er spielte bisher in über 140 Film- und Fernsehproduktionen mit.

## Leben

### Herkunft und Ausbildung
Jörg Schüttauf, Sohn eines Arbeiters und einer Krankenschwester, wuchs mit zwei Schwestern auf. Sein Grundschullehrer schickte ihn zum Pioniertheater in Karl-Marx-Stadt, wo er mit sechs Jahren zum ersten Mal auf der Bühne stand. Nach dem Abschluss der zehnten Klasse nahm er eine Lehre als Bühnentechniker am dortigen Opernhaus auf. Danach leistete er seinen Wehrdienst bei der Nationalen Volksarmee. Ab 1982 besuchte er die Theaterhochschule „Hans Otto“ Leipzig, die er 1986 mit einem Diplom abschloss.

### Privates
Schüttauf ist verheiratet und hat zwei Töchter. Er lebt mit seiner Familie in Caputh bei Potsdam. Mit seinem Schauspielkollegen Dirk Schoedon, mit dem er zusammen an der Theaterhochschule in Leipzig studierte, lebte er zeitweise in einer Wohngemeinschaft.

## Karriere
Nach Abschluss seiner Schauspielausbildung erhielt Schüttauf eine fünfjährige Anstellung am Hans Otto Theater in Potsdam, wo er u. a. die Titelrollen in Amadeus und im Revisor von Nikolai Gogol spielte. Nach fünf Jahren wechselte er an das Maxim-Gorki-Theater in Berlin. Parallel war Schüttauf auch in mehreren Filmen und im Fernsehen der DDR zu sehen. Sein Filmdebüt gab er 1985 unter der Regie von Peter Kahane in dem DEFA-Spielfilm Ete und Ali, wo er an der Seite von Thomas Putensen die Titelrolle des Bernhard „Ete“ Brenner verkörperte. 1992 gelang ihm schließlich durch die Hauptrolle in Lenz, für die er den Adolf-Grimme-Preis erhielt, der gesamtdeutsche Durchbruch. Seitdem spielt er in zahlreichen weiteren Film- und Fernsehproduktionen. Für seine schauspielerische Leistung des Hans-Peter Laux in dem zweiteiligen Fernsehfilm Warten ist der Tod erhielt Schüttauf in der Kategorie Bester Schauspieler Hauptrolle Fernsehfilm/Mehrteiler den Deutschen Fernsehpreis 2000. 2001 gewann Jörg Schüttauf den Preis der deutschen Filmkritik für die Hauptrolle des Martin Schulz im Kinofilm Berlin is in Germany von Hannes Stöhr, der schon im Februar 2001 den Panorama Publikumspreis der Berlinale gewonnen hatte. Berlin is in Germany war in Deutschland ein Kinoerfolg und kam auch in Spanien, Frankreich, Großbritannien und anderen europäischen Ländern in die Kinos. Die Deutsche Welle platzierte den Film auf Platz 5 ihrer Favoritenliste der besten Berlin-Filme. 2002 war er in dem ZDF-Fernsehvierteiler Liebesau – Die andere Heimat in der Rolle des Sozialisten Karli Schönstein zu sehen. 2017 verkörperte er den kommunistischen Politiker und Staatsratsvorsitzenden Erich Honecker an der Seite von Hedi Kriegeskotte als Margot Honecker in der Filmkomödie Vorwärts immer!. Diese Rolle brachte ihm den Bayerischen Filmpreis als Bester Darsteller und den Deutschen Schauspielpreis 2018 in der Kategorie Schauspieler in einer komödiantischen Rolle ein.
Seit den 1990er-Jahren erhielt Schüttauf mehrere feste und wiederkehrende Rollen in Film- und Fernsehreihen. Von 1994 bis 1997 zählte er als Hauptfigur Thomas Becker in der Vorabendserie Der Fahnder zur Stammbesetzung. 1998 und 2001 war Schüttauf in der Krimireihe Tatort in den Folgen Jagdfieber und in Gute Freunde (beide mit Ulrike Folkerts als Lena Odenthal) als Mörder zu sehen. Von 2002 bis 2010 übernahm er an der Seite von Andrea Sawatzki die feste Rolle des Frankfurter Kriminalhauptkommissars Fritz Dellwo. 2006 spielte er – noch während seines festen Engagements innerhalb der Krimireihe – im hochgelobten Münchener Tatort-Fall Außer Gefecht (mit Miroslav Nemec und Udo Wachtveitl) den „Sterbehelfer“ Johannes Peter Peschen. Er wirkte auch in mehreren Kinder- und Jugendproduktionen mit, wie 2009 als Hofnarr in dem Märchenfilm Schneewittchen der ARD-Filmreihe Sechs auf einen Streich.
Schüttauf ist Mitglied im Bundesverband Schauspiel (BFFS).

## Filmografie

### Kino
- 1985: Ete und Ali
- 1990: Die Architekten
- 1990: Der Drache Daniel
- 1991: Das Licht der Liebe
- 1999: Bis zum Horizont und weiter
- 1999: Die Braut
- 2001: Berlin is in Germany
- 2002: Freitagnacht
- 2003: September
- 2004: Nachbarinnen
- 2007: Hotel Tivoli
- 2009: So glücklich war ich noch nie
- 2009: Meine schöne Nachbarin
- 2015: Der Staat gegen Fritz Bauer
- 2017: Vorwärts immer!
- 2018: Werk ohne Autor
- 2019: Es gilt das gesprochene Wort
- 2021: Lieber Thomas
- 2022: Das Mädchen mit den goldenen Händen
- 2022: Stasikomödie
- 2022: Wir könnten genauso gut tot sein
- 2023: Ein Fest fürs Leben

### Fernsehen

#### Fernsehfilme
- 1989: Immensee
- 1989: Drei Flaschen Tokajer (Polizeiruf 110)
- 1990: Die Ritter der Tafelrunde
- 1991: Engel mit einem Flügel
- 1992: Lenz
- 1995: Der große Abgang
- 1997: Viel Spaß mit meiner Frau
- 1997: Alte Liebe, alte Sünde
- 1998: Der Laden (Dreiteiler, Film 1 + 2)
- 1999: Warten ist der Tod (Zweiteiler)
- 1999: Ich habe nein gesagt
- 1999: Der Todeszug
- 2000: Vor Sonnenuntergang
- 2001: 1000 Meilen für die Liebe
- 2002: Liebesau – Die andere Heimat (Vierteiler)
- 2002: Operation Rubikon
- 2002: Ein ganzer Kerl für Mama
- 2004: Männer im gefährlichen Alter
- 2004: Der Stich des Skorpion
- 2004: Mörderische Suche
- 2004: Das Schwalbennest
- 2005: Schlafsack für zwei
- 2005: Die letzte Schlacht
- 2005: Arnies Welt
- 2007: Küss mich, Genosse!
- 2007: Nichts ist vergessen
- 2007: Das 100 Millionen Dollar Date
- 2008: Wir sind das Volk – Liebe kennt keine Grenzen (Zweiteiler)
- 2009: Die Blücherbande
- 2009: Das total verrückte Wochenende
- 2009: Das Paradies am Ende der Welt
- 2009: Schneewittchen
- 2010: Kongo
- 2010: Mein Land
- 2011: Stankowskis Millionen
- 2012: Ganz der Papa
- 2015: Tod eines Mädchens (Zweiteiler)
- 2015: Heimat ist kein Ort
- 2017: Der gleiche Himmel (Dreiteiler)
- 2017: Der Tod und das Mädchen – Van Leeuwens dritter Fall
- 2018: Macht euch keine Sorgen!
- 2018: 13 Uhr mittags
- 2018: Pauls Weihnachtswunsch
- 2019: Kranke Geschäfte
- 2019: Walpurgisnacht – Die Mädchen und der Tod
- 2020: Unterleuten – Das zerrissene Dorf (Dreiteiler)
- 2021: Die Jägerin – Nach eigenem Gesetz
- 2022: Süßer Rausch (2-teiliger Fernsehfilm)
- 2023: Wolfswinkel (Fernsehfilm)
- 2023: Ein Fest fürs Leben
- 2023: Wolfsjagd
- 2024: Der Fall Marianne Voss
- 2025: Ein ganz großes Ding

#### Fernsehserien und -reihen
- 1987: Kiezgeschichten (5 Folgen)
- 1987: Der Staatsanwalt hat das Wort – Unbefleckte Empfängnis
- 1987: Der Staatsanwalt hat das Wort – Teuer bezahlt
- 1987: Der Staatsanwalt hat das Wort – Unter einem Dach
- 1989: Die gläserne Fackel (2 Folgen)
- 1989–2006: Polizeiruf 110 (Fernsehreihe)
  - 1989: Drei Flaschen Tokajer
  - 1990: Tödliche Träume
  - 1991: Mit dem Anruf kommt der Tod
  - 2002: Henkersmahlzeit
  - 2005: Die Tote aus der Saale
  - 2006: Die Mutter von Monte Carlo
- 1991: Großstadtrevier (Folge Altes Eisen)
- 1991–2013: Der Landarzt (verschiedene Rollen, 3 Folgen)
- 1993, 1998: Wolffs Revier (verschiedene Rollen, 2 Folgen)
- 1993, 2010: Ein Fall für zwei (verschiedene Rollen, 2 Folgen)
- 1994–1997: Der Fahnder (46 Folgen)
- 1994, 1998: Liebling Kreuzberg (verschiedene Rollen, 2 Folgen)
- 1996: Alarm für Cobra 11 – Die Autobahnpolizei (Folge Endstation für alle)
- 1996–2020: Tatort 
  - 1996: Schneefieber
  - 1998: Jagdfieber
  - 2001: Gute Freunde
  - 2006: Außer Gefecht
  - 2020: Der letzte Schrey
  - 2020: Ein paar Worte nach Mitternacht
- 1996, 2003: Doppelter Einsatz (verschiedene Rollen, 2 Folgen)
- 1997–2011: Ein starkes Team (Fernsehreihe)
  - 1997: Roter Schnee
  - 2011: Tödliches Schweigen
- 1998: Sperling und das schlafende Mädchen
- 1998: Einsatz Hamburg Süd (Folge Sport ist Mord)
- 1999: Die Cleveren (Folge Gier)
- 2000–2009: Das Traumschiff
  - 2000: Das Traumschiff – Bali
  - 2001: Das Traumschiff – Mexiko
  - 2009: Das Traumschiff – Emirate
- 2000: Bella Block: Abschied im Licht
- 2000: Die Motorrad-Cops – Hart am Limit (Folge Ein Blick zuviel)
- 2000: Der Alte (Folge Der Tod kam um zehn)
- 2000: Siska (Folge Der Erlkönig)
- 2000: Stubbe – Von Fall zu Fall: Tod des Models
- 2001: Anwalt Abel – Zuckerbrot und Peitsche
- 2002–2010: Tatort → siehe Fritz Dellwo
- 2004: Edel & Starck (Folge Der Glückspilz)
- 2005–2013: Die Blaumänner (8 Folgen)
- 2007: SOKO Kitzbühel (Folge Tödliche neue Welt)
- 2009: Wilsberg: Der Mann am Fenster
- 2010: SOKO Leipzig (Folge Fragen der Ehre)
- 2010–2012: Die Draufgänger (10 Folgen)
- 2011: Flemming (Folge Fragen der Ehre)
- 2011: Das Duo: Tödliche Nähe
- 2011: Der Staatsanwalt (Folge Tod einer Ehe)
- 2012: Danni Lowinski (Folge Geld her, oder…)
- 2013: Stralsund: Tödliches Versprechen
- 2013: In aller Freundschaft – Bis zur letzten Sekunde
- 2014: Helen Dorn: Das dritte Mädchen
- 2014: Katie Fforde – Das Meer in dir
- 2014: Polizeihauptmeister Krause – Krauses Geheimnis
- 2015: Wilsberg: Bauch, Beine, Po
- 2015: SOKO Wismar (Folge Dornröschenschlaf)
- 2015: Letzte Spur Berlin (Folge Arbeitswut)
- 2016: Dengler – Am zwölften Tag
- 2018: Ostfrieslandkrimis – Ostfriesenblut
- 2018: Bad Banks (6 Folgen)
- 2020: Die Kanzlei (2 Folgen)
- 2021: Die Toten von Marnow (8 Folgen)
- 2022: Freunde sind mehr – Zur Feier des Tages
- 2022: Freunde sind mehr – Viergefühl
- 2023: Die nettesten Menschen der Welt
- 2023: Der Usedom-Krimi (Fernsehreihe)
  - Friedhof der Welpen
  - Geburt der Drachenfrau
  - Schlepper
- 2023: Wer wir sind (6 Folgen)

## Theatrografie (Auswahl)
- Der Revisor
- Lügenmaul
- Amadeus
- Was heißt hier Liebe
- Wer hat Angst vor Virginia Woolf?
- Der Bau
- Besuch bei Mr. Green
- Die Dreigroschenoper
- 2006; 2007/08: Tagträumer
- 2015: Misery
- seit 2015: Abraham (jährliche Tourneen)

## Hörspiele und Features
- 1988: Freymuth Legler: Irre Aussicht, Regie: Barbara Plensat (Rundfunk der DDR)
- 1997: Hans Fallada: Bauern, Bonzen und Bomben, Rolle: Max Tredup, Regie: Jürgen Dluzniewski, (Hörspiel in 15 Folgen – MDR)
- 2004: Weihnachtsmann polizeilich gesucht.
- 2007: Iain Levison: Betriebsbedingt gekündigt. Bearbeitung/Regie: Steffen Moratz, mit: Jörg Schüttauf, Torben Kessler, Hansjürgen Hürrig, Götz Schweighöfer, Mirco Kreibich, Udo Schenk, Bernhard Schütz, Reiner Heise, Ellen Hellwig, Andreas Keller, Sigrun Fischer, Peter W. Bachmann, u. a., Länge: ca. 51 Min. Mitteldeutscher Rundfunk 2007.[9]
- 2013: Löwenzahn – Folge 05: Ein Dino im Garten[10]
- 2015: Die Magdeburgische Hochzeit.[11]
- 2015: Per Petterson: Nicht mit mir – Bearbeitung und Regie: Steffen Moratz (Hörspiel – DKultur/HR)
- 2019: Holger Böhme: Dieter und der Wolf, Regie: Gabriele Bigott (Hörspiel – MDR)
- 2019: Bernd Wagner: Sintflut in Sachsen. Hörbuch nach der gleichnamigen Romanvorlage, produziert und erstgesendet von MDR Kultur[12]
- 2019: Günter Kotte: Ich rauche gern – Belomorkanal / Was vom Stalinkanal übrig blieb, Erzähler, (Feature – MDR/WDR)

## Auszeichnungen
- 1986: Nachwuchsdarstellerpreis beim 4. Nationalen Spielfilmfestival der DDR für Ete und Ali
- 1992: Adolf-Grimme-Preis für Lenz
- 1998: Adolf-Grimme-Preis für Viel Spaß mit meiner Frau
- 2001: Preis der deutschen Filmkritik für Berlin is in Germany
- 2000: Deutscher Fernsehpreis, Bester Schauspieler (Kategorie Mehrteiler) für Warten ist der Tod
- 2005: Adolf-Grimme-Preis für Tatort: Herzversagen
- 2006: Hessischer Fernsehpreis für seine Darstellung als Kommissar in Tatort: Das letzte Rennen
- 2007: Adolf-Grimme-Preis für Arnies Welt
- 2016: Bayerischer Filmpreis in der Kategorie Bester Darsteller für Vorwärts immer!
- 2018: Deutscher Schauspielpreis in der Kategorie Schauspieler in einer komödiantischen Rolle für Vorwärts immer![13]
- 2019: Zonser Darstellerpreis für das Hörspiel Manitu